# Ebecik
Ebecik ist ein Dorf im Landkreis Tavas der türkischen Provinz Denizli. Ebecik liegt etwa 67 km südwestlich der Provinzhauptstadt Denizli und 25 km südwestlich von Tavas. Ebecik hatte laut der letzten Volkszählung 620 Einwohner (Stand Ende Dezember 2010).